# Smithville (Tennessee)
Smithville város az Amerikai Egyesült Államok Tennessee államában, DeKalb megyében, melynek megyeszékhelye.  Lakosainak száma 5004 fő (2020. április 1.).

## Népesség
A település népességének változása:

| 2010 | 4 530 |
| 2020 | 5 004 |